# إنجيل القديس غال

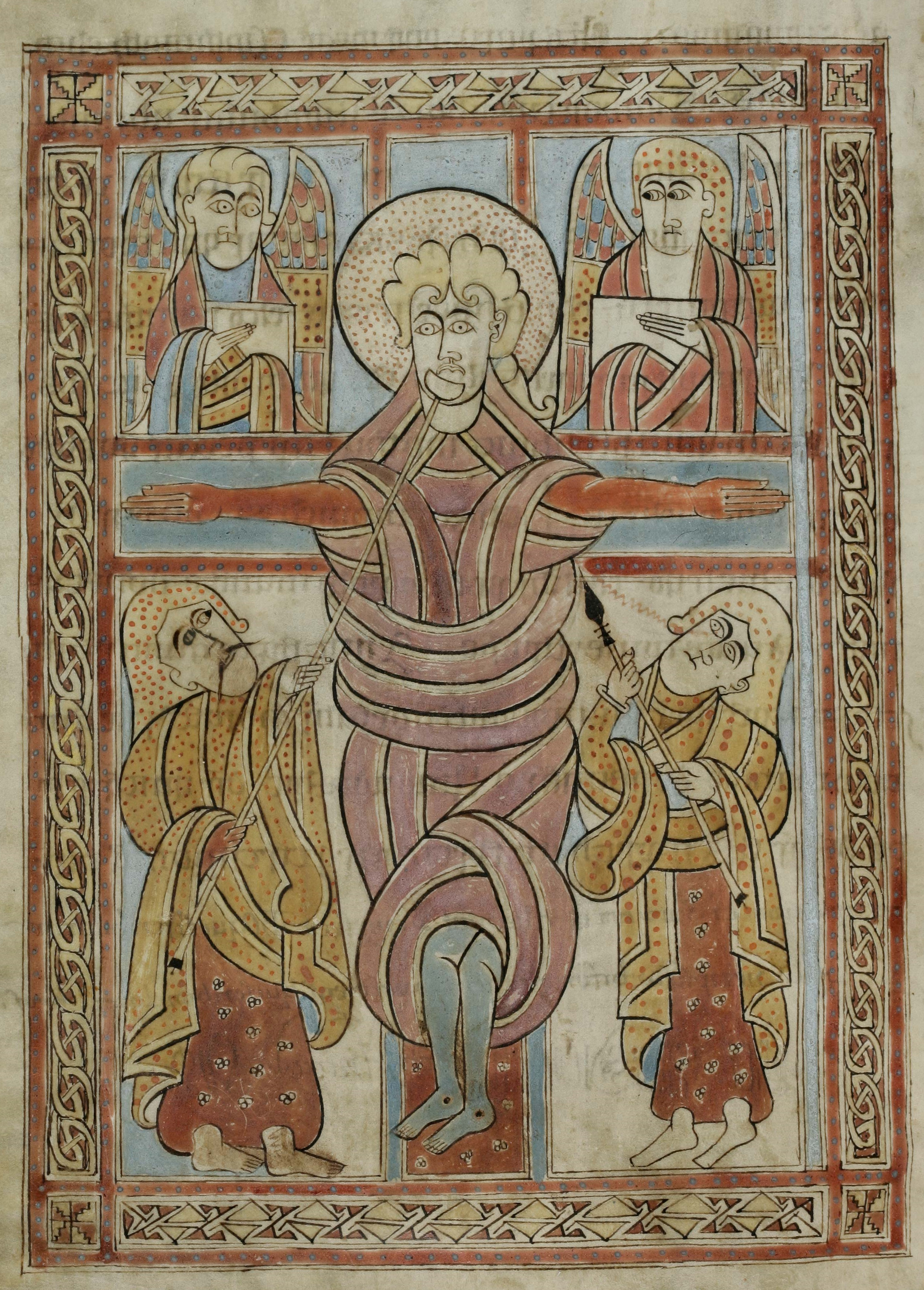
عملية الصلب في كتاب إنجيل القديس غال

إنجيل القديس غال هو إنجيل من طراز الفن الجزيري من القرن الثامن، إما أنه كتب في أيرلندا أو من قبل الرهبان الايرلنديون في دير سانت غال في سويسرا ،و الآن يوجد في مكتبة دير سانت غال.  يحتوي على 134 ورقة (حتى 268 صفحة). من بين 11 صفحة مصورة هم الصلب ، والحكم الأخير، وصفحة تشي رو للملفرد، صفحة السجادة، وصور المبشرين .

## معرض الصور

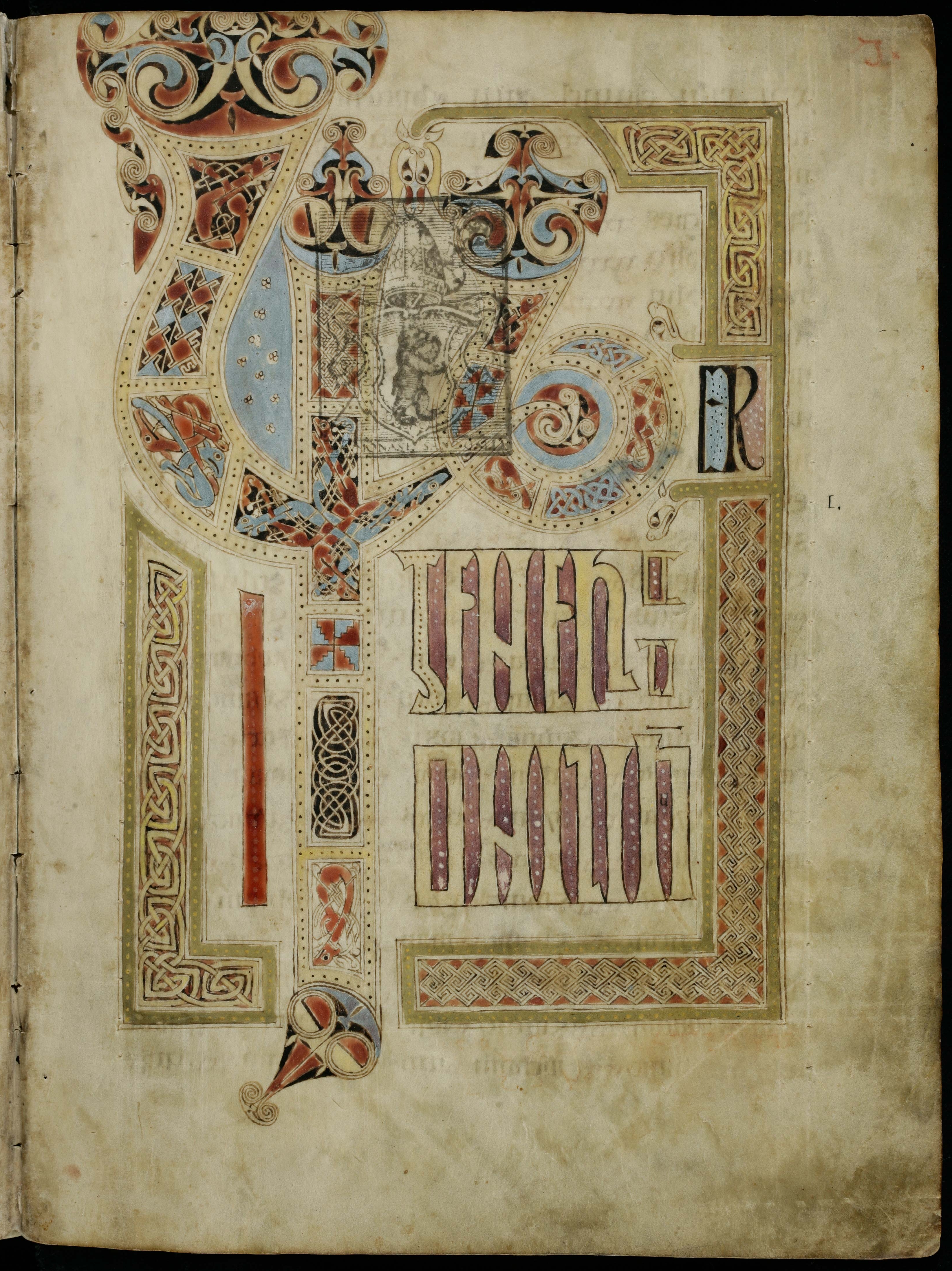
"جيل الحرية" ، ص 3
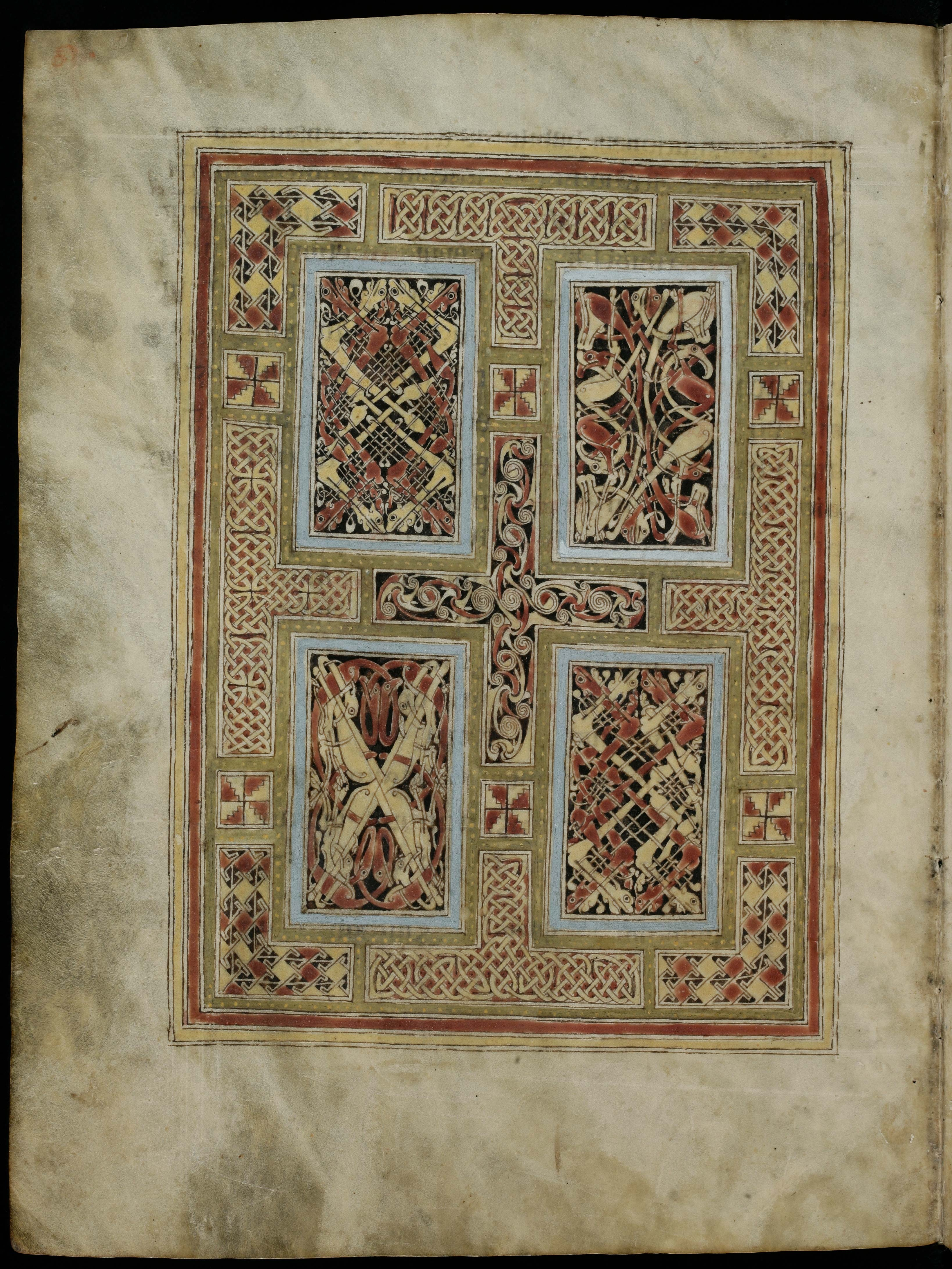
صفحة السجاد  [لغات أخرى]‏ ، ص. 6
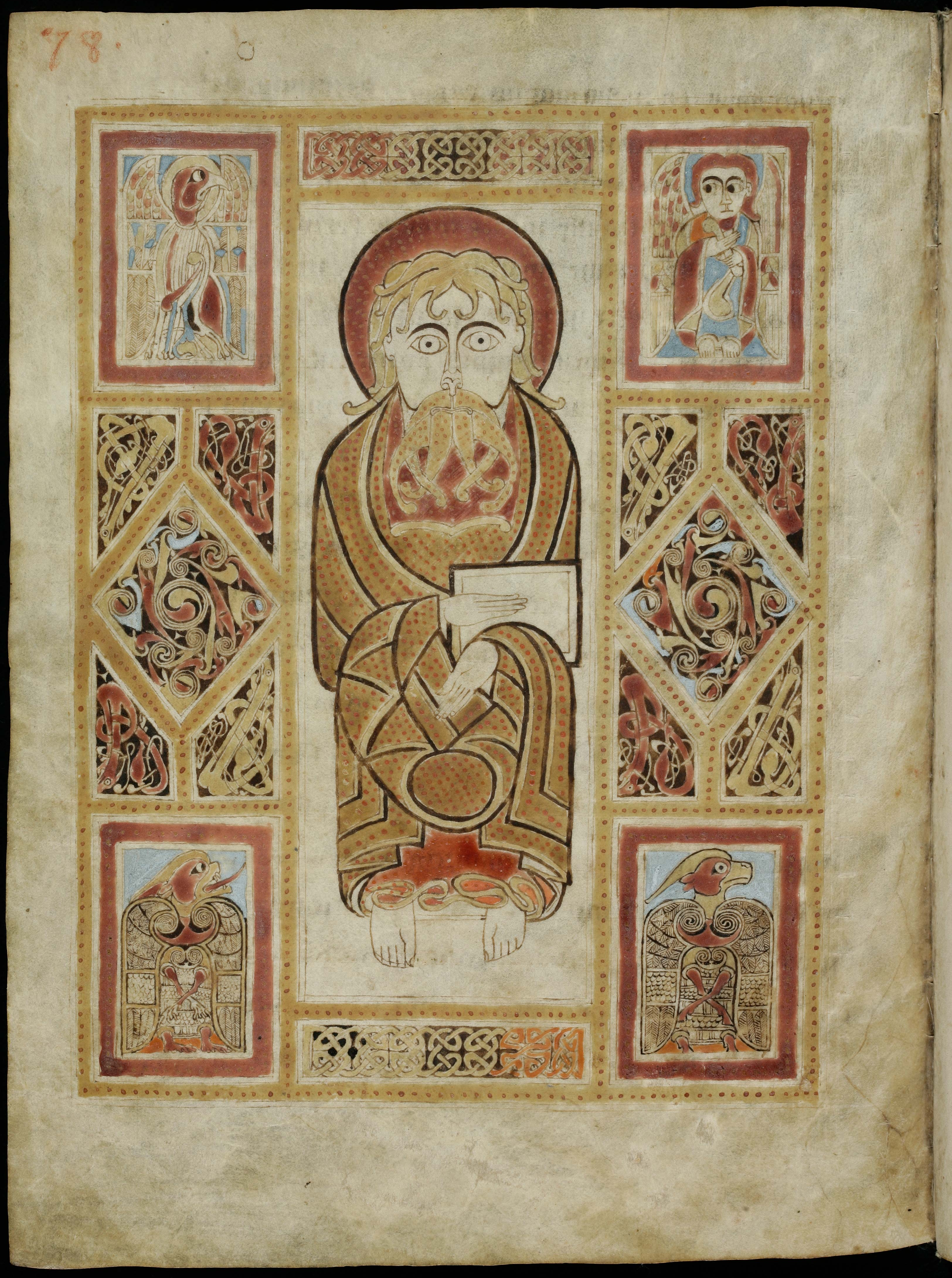
سانت مارك ، ص. 78
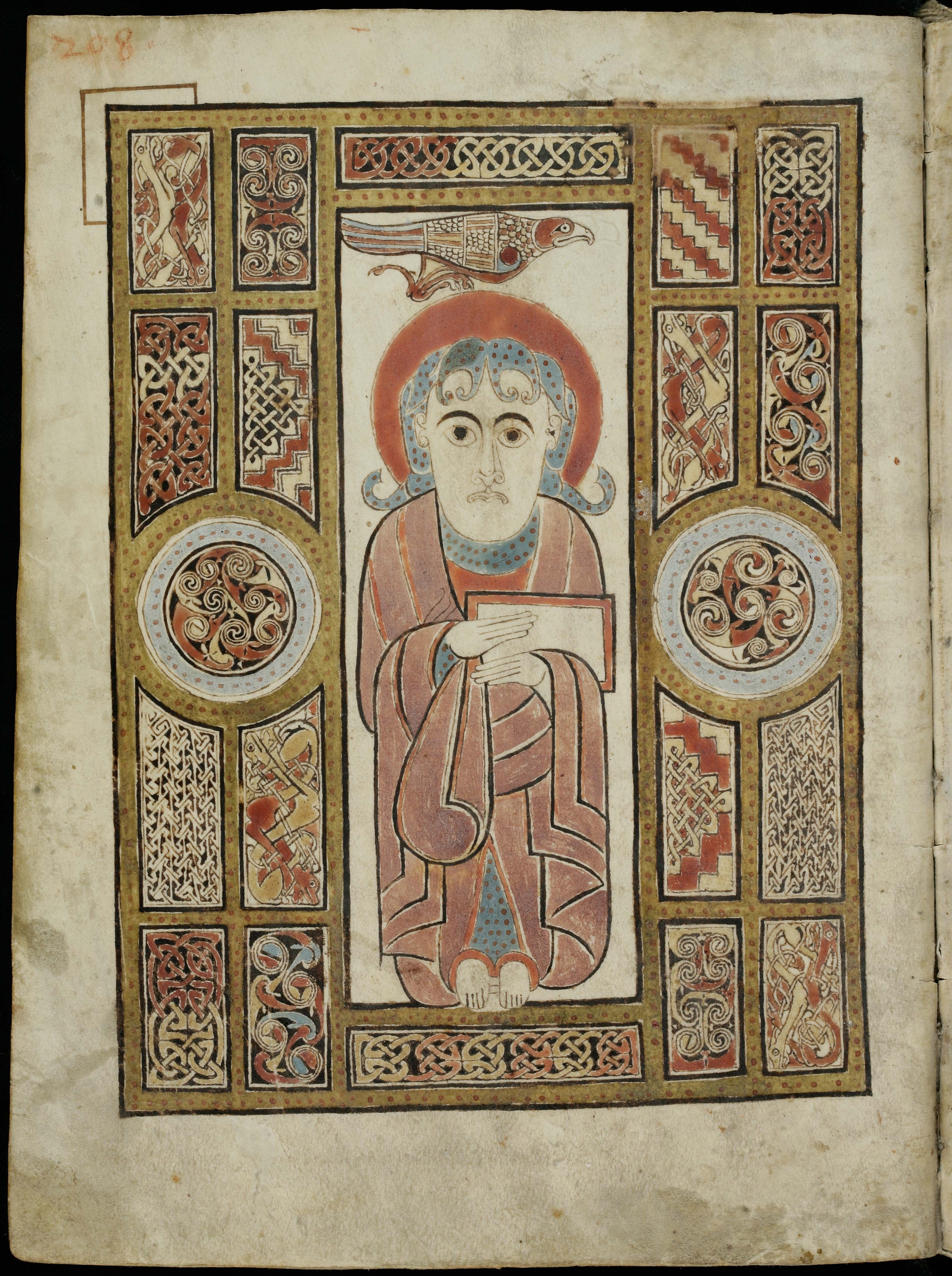
جون المبشر ، ص. 208

## روابط خارجية
- Codex Sangallensis 51 صورة من المخطوطة في Stiffsbibliothek St. Gallen
- كتاب سانت غال الإنجيل ، www.e-codices.unifr.ch (بالألمانية)